# Kim Hye-jin
Kim Hye-jin (Corea del Sud, 1983) és una escritpora sud-coreana. Escriptora destacada de la nova literatura sud-coreana, la seva ploma política i íntima pren forma a partir de la quotidianitat dels esdeveniments, de la gent i de les coincidències que l’envolten. Des dels inicis de la seva trajectòria amb el distingit relat curt ‘치킨 런’ «Chicken Run» (2012) i l’obra 중앙역 Jungangyeok «Estació Jungang» (2013) ha rebut nombrosos premis i distincions al seu país d’origen, d’entre ells el prestigiós Premi Daesan de Literatura 2020, el Premi Yi Sang o el Premi Literari Kim Yujeong 2023. Les seves obres mostren una visió íntima i universal sobre les formes de viure el món i les injustícies socials que l’envolten. El 2022 publica la seva primera obra traduïda al castellà, Sobre mi hija (Las Afueras), guardonada amb el Premi de Literatura Shin Dong-yup 2018, una història matern-filial de comprensió, de conflicte d’identitat i tradició en l’actual societat sud-coreana. Soy toda oídos (Las Afueras, 2024) és la seva segona publicació en castellà, una novel·la sobre la culpa i la cerca de redempció en un món advers que aprofundeix en temes com la cancel·lació o l'assetjament. També és autora del llibre 9번의 일 9beonui il «Dia 9» (2020), una nouvelle i dos conjunts de contes. Ha estat traduïda a múltiples idiomes, com el japonès, xinès, txec, anglès, alemany, francès, italià, o portuguès, però encara no al català.